# Bremusa
Nella mitologia greca, Bremusa (in greco antico: Βρέμουσα) è un'Amazzone che faceva parte del contingente con il quale Pentesilea, regina delle Amazzoni, prestò soccorso ai Troiani dopo la morte di Ettore. È ricordata da Quinto Smirneo nel libro I del Posthomerica.

## Il mito

### Origini
Bremusa era una delle dodici fanciulle guerriere che accompagnarono la loro sovrana Pentesilea, figlia di Ares, presso la città di Priamo, allorché la regina dovette purificarsi per l'omicidio involontario della sorella Ippolita. Pentesilea e il suo contingente di Amazzoni pervennero a Troia nel momento in cui in città vi era lutto per la morte di Ettore, abbattuto da Achille. Alla loro vista, l'anziano Priamo avvertì un leggero sentimento di sollievo che lo distrasse dalla perdita del figlio e provvide a ricompensare Pentesilea con grandi doni.

### Nella guerra di Troia
Dopo una notte di riposo nella reggia del sovrano, Pentesilea condusse le Amazzoni in campo aperto per affrontare gli Achei e ricacciarli verso le loro navi. Nello scontro che seguì, la regina delle Amazzoni fece strage di avversari, ma perdette una dopo l'altra tutte le compagne che facevano parte del suo contingente.
Bremusa, che pure si batteva con valore nella mischia, venne trafitta alla mammella destra dalla lancia di Idomeneo, che la privò così della vita; lanciando un ultimo gemito, l'Amazzone si accasciò al suolo rendendo l'anima, come, riporta Quinto Smirneo, un albero di frassino che è abbattuto dalla scure di un boscaiolo che cade con un secco rimbombo.